# Augustyn Mirys

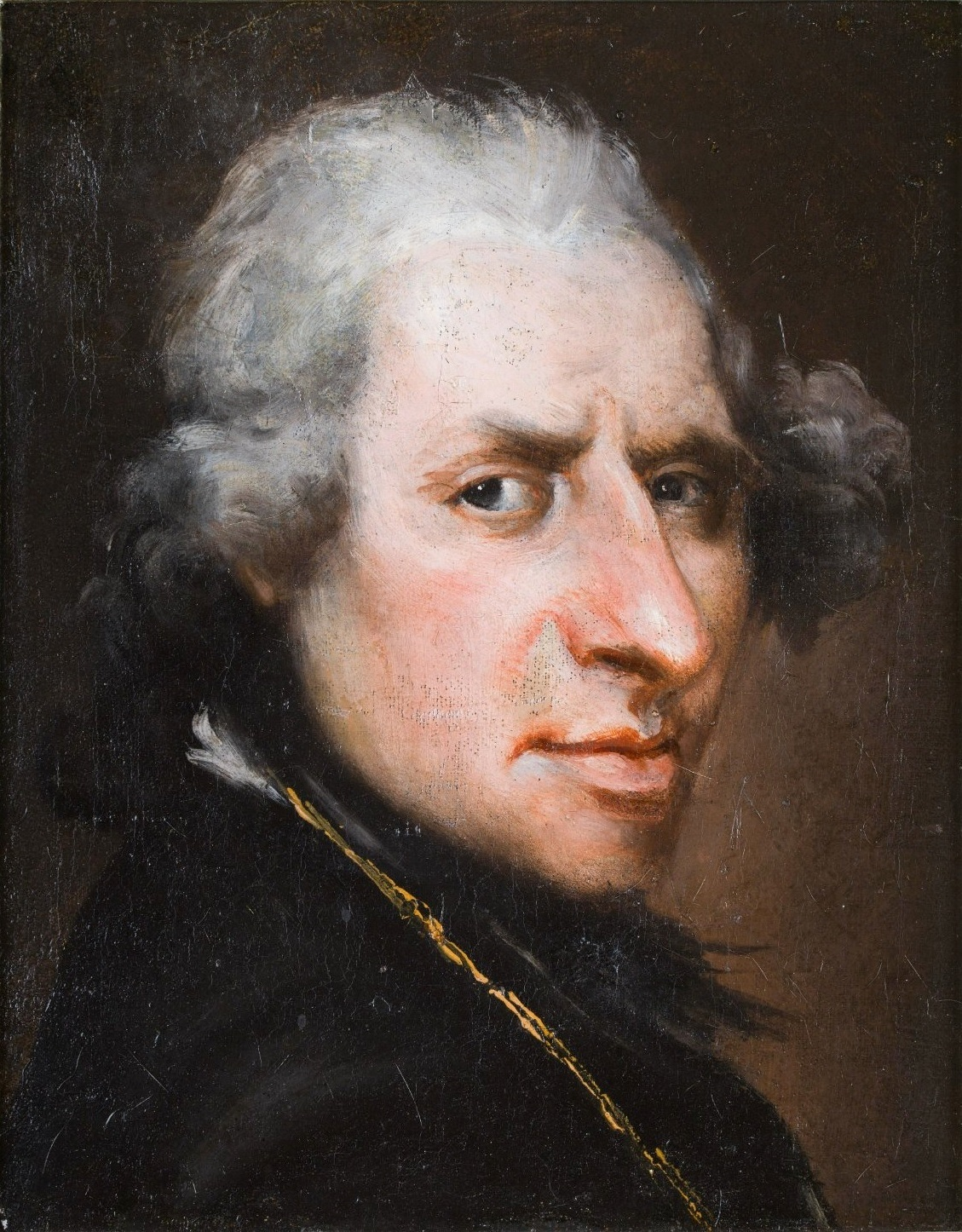
Selbstbildnis um 1750, Nationalmuseum (Posen)

Augustyn Mirys (* um 1700 in Frankreich; † 1790 bei Białystok, Polen-Litauen) war ein polnischer Maler des Klassizismus französisch-schottischer Abstammung.

## Leben
Mirys war Sohn schottischer Einwanderer in Frankreich. Er erlernte die Malerei wohl in Rom. 1739 holte ihn Jan Kajetan Jabłonowski aus Rom nach Polen-Litauen. Zunächst arbeitete er in Danzig und dann in Warschau als Maler an den Höfen von Jan Kajetan Jabłonowski und danach der Sapieha, der Krasicki und zuletzt von Franciszek Bieliński.
1752 ging er an den Hof von Jan Klemens Branicki im Branicki-Palast in Białystok. Er malte dort Porträts, Fresken und den Vorhang im Palasttheater. Zu seinen Werken zählten auch Landschaften, Historiengemälde, religiöse Motive und mythologische Szenen. 1788 wurde er in den Adelsstand erhoben.

## Ehe und Familie
Er heiratete die polnische Adlige Apolonia Holsztyńska. Gemeinsamer Sohn war der in Frankreich tätige Künstler Silvestre David Mirys.